# Centre des hautes études militaires
 (mai 2015).
Si vous disposez d'ouvrages ou d'articles de référence ou si vous connaissez des sites web de qualité traitant du thème abordé ici, merci de compléter l'article en donnant les références utiles à sa vérifiabilité et en les liant à la section « Notes et références ».
Né sous sa forme actuelle en 1952 et issu des centres équivalents créés pour chacune des trois armées (Terre, Air, Marine) à partir de 1911, le Centre des hautes études militaires (CHEM) est un institut de formation, cadre d’échanges et de réflexions, préparant les officiers qui en sont auditeurs à tenir des postes à haute responsabilité dans leur armée d’origine, en interarmées, en interministériel ou à l’international.

## Historique
C'est en 1909 le général Foch, alors commandant l'École supérieure de guerre, obtient du ministère de la Guerre que, chaque année, les 15 premiers colonels diplômés de l'ESG bénéficient d'une troisième année d'études dédiée à la stratégie. Cette décision est mise en œuvre à partir de 1911 et vite suspendue à cause de la Première Guerre mondiale. L'année 1919 voit la recréation du Centre des hautes études militaires par le général Debeney, au profit de l'Armée de terre, le Centre des hautes études navales sera créé deux ans plus tard et le Centre des hautes études aériennes en 1936 ; ces trois organismes forment leurs auditeurs au commandement des très grandes unités (groupes d'armées pour l'Armée de terre, par exemple), mais pas réellement à la conduite de la guerre. C'est seulement au Centre des hautes études de défense nationale, créé en 1936, que sont abordées les questions politico-militaires. Il faut attendre 1952 pour que le CHEM devienne un organisme interarmées.

## Organisation
Le CHEM est dirigé par un officier général placé sous l’autorité du directeur de la Direction de l'enseignement militaire supérieur. Ce dernier est également directeur de l’Institut des hautes études de Défense nationale (IHEDN), organisme avec lequel le CHEM entretient une relation étroite. En effet, les auditeurs désignés par le Ministre de la Défense sont également membres de droit de la session nationale « Politique de défense » de l’IHEDN.
Issus des armées de terre et de l’air, de la marine nationale, de la gendarmerie, de la direction générale pour l’armement et des services, les auditeurs du CHEM sont des officiers supérieurs expérimentés, du grade de colonel ou équivalent, ayant exercé des responsabilités de commandement.
Quelques auditeurs originaires de pays alliés se joignent aux auditeurs français pour cette année d’étude. Tous sont appelés à exercer de hautes responsabilités au terme de leur formation.

## Formation et pédagogie
De septembre à juin, les auditeurs suivent une formation de niveau stratégique, dans les domaines politico-militaire, opérationnel et de la préparation de l’avenir de notre défense. Celle-ci accorde également une large place aux aspects interministériels et internationaux des questions de défense et de sécurité ainsi qu’à la réflexion personnelle et collective.
La session est répartie en comités ou en groupes de travail, au sein desquels les auditeurs partagent leurs expériences et poursuivent leurs échanges. Les thèmes d’études sont choisis en accord avec les orientations stratégiques de l’état-major des armées et donnent lieu à la rédaction de travaux de synthèse.

## Les relations internationales au CHEM
Au-delà des conférences données par les plus hauts responsables civils et militaires de la Défense et d’éminentes personnalités françaises ou étrangères, les auditeurs participent à des échanges bilatéraux et multilatéraux avec des instituts alliés équivalents du CHEM.
Les missions d’études au sein de pays alliés ont pour objectif de renforcer la compréhension des auditeurs sur les grands enjeux de sécurité et de défense, d’approfondir leurs connaissances sur le processus d’engagement des forces et de mieux comprendre le fonctionnement des grandes organisations internationales.
Les auditeurs se rendent ainsi en voyage d’études en Belgique à Mons et Bruxelles (SHAPE, sièges de l’OTAN et de l’UE), à New York (Département des opérations de maintien de la paix de l’ONU) et Washington (Département d’Etat, Pentagone, Congrès …), Londres (Parlement, Ministère de la défense …) et Berlin (Ministère de la défense, Parlement, Ministère des affaires étrangères …).
Outre ces missions, le CHEM participe chaque année à des colloques internationaux montés en coopération avec des instituts homologues : le Centro Superior de Estudios de la Defensa Nacional (CESEDEN) espagnol, le Centro alti studi per la difesa (CASD) italien, l'Instituto da Defesa Nacional (IDN) portugais, dans le cadre du C4 ; le National War College (NWC) américain ainsi que le Royal College of Defence Studies (RCDS) britannique.
Chaque année enfin, dans le cadre du traité franco-britannique de Lancaster House (2010), un auditeur du CHEM suit le cours de quatre mois du Higher Command and Staff Course (HCSC) de Shrivenham, au Royaume-Uni.

## Personnalités passées par le CHEM (liste non exhaustive)
- Pierre de Villiers, chef d’état-major des armées de 2014 à 2017, auditeur du CHEM en 2003-2004
- Édouard Guillaud, chef d’état-major des armées de 2010 à 2014, auditeur du CHEM en 2001-2002
- Jean-Louis Georgelin, chef d’état-major des armées de 2006 à 2010, grand chancelier de la Légion d’honneur depuis 2010, auditeur du CHEM en 1993-1994
- Henri Bentégeat, chef d’état-major des armées de 2002 à 2006, auditeur du CHEM en 1992-1993
- Jean-Philippe Douin, chef d’état-major des armées de 1995 à 1998, grand chancellier de la Légion d’honneur de 1998 à 2004, auditeur du CHEM en 1987-1988
- Benoît Puga, chef d’état-major particulier du Président de la république, 2010-2016; auditeur du CHEM en 1999-2000
- Philippe de Gaulle, inspecteur général de la Marine de 1980 à 1982, auditeur du CHEM en 1968-1969
- Alain de Boissieu, , compagnon de la Libération, chef d'état-major de l'armée de terre de 1971 à 1975, grand chancelier de la Légion d’honneur de 1975 à 1981, auditeur du CHEM en 1961.
- Pierre Dunoyer de Segonzac, combattant de la France libre, auditeur du CHEM en 1953
- Pierre Ponchardier, compagnon de la libération et combattant de la France libre, auditeur du CHEM en 1953
- Jean Crépin, compagnon de la libération et combattant de la France libre, commandant en chef des forces alliées du secteur Centre Europe de 1963 à 1966, auditeur du CHEM en 1952
- Jean de Lattre de Tassigny, grand chef militaire et compagnon de la Libération, auditeur du CHEM en 1937-1938
- Alphonse Juin, grand chef militaire de la Libération, Chef d'état-major de la défense nationale de 1944 à 1947, académicien, auditeur du CHEM en 1937-1938
- Charles de Gaulle, premier président du Gouvernement provisoire de la République française de 1944 à 1946 et président de la République de 1959 à 1969, auditeur du CHEM en 1936-1937
- Gabriel Bougrain, général ayant commandé le 2e Division Légère Mécanique pendant la Campagne de France (1940), auditeur du CHEM en 1932-1933
- Henri Mordacq, chef du cabinet militaire du président du Conseil, ministre de la Guerre Georges Clemenceau de 1917 à 1920, auditeur du CHEM en 1911, et initiateur des cours de stratégie de la troisième année d'étude de l’École de Guerre en 1909.
- Émile Rimailho, industriel